# Rytkoetsji
Rytkoetsji (Russisch: Рыткучи, Tsjoektsjisch: Ырыткучьтн; Ytytkoetsjtn), vroeger Oest-Tsjaoen (Усть-Чаун; "Tsjaoenmonding") genoemd, is een plaats (selo) aan de monding van de gelijknamige rivier Rytoetsji in de Tsjaoen, vlak voor haar uitmonding in de Tsjaoenbaai in het uiterste noorden van het Russische Verre Oosten. De plaats ligt in het district Tsjaoenski van de Russische autonome okroeg Tsjoekotka. De plaats telde begin 21e eeuw 473 inwoners, waaronder 364 Tsjoektsjen, die zich met name bezighouden met de rendierhouderij. De kinderen volgen les aan een internaat elders.
De plaats ligt over de winterweg op 120 kilometer van het districtcentrum Pevek, waarmee het ook een helikopterverbinding heeft en in de vorstvrije periode een rivierverbinding.

## Naam en geschiedenis
De naam van de plaats en rivier is volgens inwoners afgeleid van een gevecht dat de Tsjoektsjen wonnen bij de rivier de Konevaam (zijrivier van de Raoetsjoea; de oude westgrens van het Tsjoektsjengebied) tegen indringers te paard, die tot staan werden gebracht bij het dorp Markovo (nabij Anadyr). Op de oevers van de Konevaam werden later beenderen van paarden gevonden.
De plaats ontstond in 1934 als onderdeel van de collectivisatie; oorspronkelijk aan de oever van de Tsjaoen, bij de Tsjaoense koeltbaza (koeltoerno-prosvetitelskaja baza; communistisch sociaal-cultureel centrum gericht op o.a. het uitbannen van analfabetisme bij de Noordelijke volkeren). In de jaren 1950 werd de plaats verplaatst naar de huidige locatie aan de monding van de Rytoetsji.
De plaats is bekend als plek waar de Tsjoektsjische tradities in stand worden gehouden. Elke zomer wordt er door de organisatie Innetet ("noorderlicht") van de vroegere Tsjoektsjische volksverteller Klavdia Geoetval een jaranga opgezet aan de rand van het dorp waar op traditionele wijze wordt geleefd en waar iedere dorpsbewoner welkom is (met name kinderen komen er vaak). Op basis van een collectie van Klavdia Sergejev is in de plaats een filiaal opgezet van het etnografisch museum van Pevek, waar buitenstaanders het traditionele leven van de rendierhouders kunnen bezichtigen. De plaats vormt tevens een hotspot voor taalkundige en etnografische onderzoekers uit binnen- en buitenland naar het leven en de taal van de Tsjoektsjen.
Bestuurlijk centrum: Pevek

Ajon · Apapelgino(†) · Baranicha(†) · Bystry(†) · Janranaj · Joezjny(†) · Komsomolski(†) · Krasnoarmejski(†) · Rytkoetsji · Valkoemej(†) · Zapadny(†)